# Epílogo (álbum)
Epílogo é o primeiro EP da banda Catedral, lançado pela gravadora Sony Music em agosto de 2014.

## Faixas
1. "Epílogo" - 05:28
2. "Amo Tanto Amar Você" - 04:25
3. "Gol de Placa" - 04:46
4. "Desejo, Muito Prazer" - 03:33
5. "Contra Todo Mal" - 05:29

## Banda
- Kim - vocal, guitarra
- Julio Cezar - baixo
- Guilherme - bateria